# OpenEI

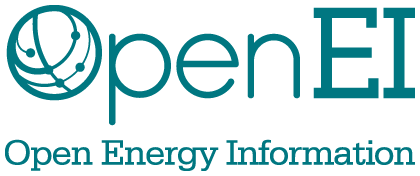
Logotipo de OpenEI

Open Energy Information (OpenEI) o Información Energética Abierta  es una plataforma en línea que "enlaza comunidades de energía y tomadores de decisiones (incluyendo responsables políticos, investigadores, inversores tecnológicos, capitalistas de riesgo y profesionales del Mercado) con valiosa información sobre energía, análisis, herramientas, imágenes, mapas y otros recursos ". 
Fue lanzado por el Departamento de Energía de los Estados Unidos el 9 de diciembre de 2009.
OpenEI está alojado en Amazon Elastic Compute Cloud (EC2) y apareció en un estudio de caso de Amazon EC2.